# Timor Oriental en los Juegos Olímpicos de Río de Janeiro 2016
Timor Oriental participó en los Juegos Olímpicos de Río de Janeiro 2016 con un total de tres deportistas, que compitieron en dos deportes. La ciclista Francelina Cabral fue la abanderada en la ceremonia de apertura.

## Participantes
Atletismo
- Augusto Ramos Soares (1500 metros masculinos)[2]
- Nélia Martins (1500 metros femeninos)[2]

Ciclismo
- Francelina Cabral (Campo a través femenino)[2]